# The Martyred Presidents
The Martyred Presidents er en amerikansk stumfilm fra 1901 af Edwin S. Porter.